# Istituto di scienza e tecnologie dell'informazione
L'Istituto di Scienza e Tecnologie dell'Informazione "A. Faedo" (ISTI) è un istituto del Consiglio Nazionale delle Ricerche (CNR).
L'istituto si trova nell'area della ricerca di Pisa. L'ISTI è stato costituito nel settembre 2000 a seguito di una fusione tra il Centro Nazionale Universitario di Calcolo Elettronico CNUCE (CNUCE-CNR) e l'Istituto di Elaborazione dell'Informazione (IEI-CNR). 
L'ISTI è dedicato alla memoria di Alessandro Faedo, ex rettore dell'Università di Pisa e presidente del CNR, in riconoscimento del suo importante contributo al progresso della scienza e tecnologia nelle comunità accademiche italiane. L'istituto è divenuto pienamente operativo nel 2002 e attualmente conta tra i suoi dipendenti più di 120 ricercatori ed un totale di più di 220 dipendenti e collaboratori.
Dall'aprile 2019 il direttore dell'Istituto è il dottor Roberto Scopigno.
ISTI svolge attività di ricerca, trasferimento tecnologico e formazione nel settore delle tecnologie dell'informazione e della comunicazione (ICT). L'istituto è parte del Dipartimento DIITET (Ingegneria, ICT e Tecnologie per l'Energia ed i Trasporti) del CNR. 
ISTI promuove e supporta i principi e le pratiche della scienza aperta e dell'open access. Dal 2018 si è dotato di una policy  e di un portale per la diffusione della propria produzione scientifica. 
L'istituto si compone di 13 Laboratori di ricerca, raggruppati in 6 aree tematiche.

## Aree tematiche e laboratori afferenti

### Networking
- Wireless Networks Laboratory (WN)

### Software
- Formal Methods and Tools Laboratory (FMT)
- Software Engineering and Dependable Computing Laboratory (SEDC)
- System and Software Evaluation Center (SSE)

### Knowledge
- Artificial Intelligence for Media and Humanities Laboratory (AIMH)
- Human Interfaces in Information Systems Laboratory (HIIS)
- Infrastructures for Science Laboratory (InfraScience)
- Knowledge Discovery and Data Mining Laboratory (KDD)

### High Performance Computing
- High Performance Computing Laboratory (HPC)

### Visual
- Signals and Images Laboratory (SI)
- Visual Computing Laboratory (VC)

### Flight and Structural Mechanic
- Mechanics of Materials and Structures Laboratory (MMS)
- Space Flight Dynamics Laboratory (SFD)